# Tomáš Vaclík
Tomáš Vaclík (Ostrava, 29 maart 1989) is een Tsjechisch voetballer die als doelman speelt. Vaclík debuteerde in 2012 in het Tsjechisch voetbalelftal, waarmee hij deelnam aan het EK 2016 en EK 2020. In 2018 werd hij benoemd tot Tsjechisch voetballer van het jaar.

## Clubcarrière

### Tsjechië en mislukte overstappen naar Nederland
Vaclík begon in de jeugd bij Frýdek-Místek en ging als jeugdspeler al naar FC Vítkovice. Daar maakte hij sinds 2006 deel uit van het eerste elftal, waarin hij op 17 april 2007 debuteerde tegen Vysočina Jihlava op het tweede niveau van Tsjechië en waarvoor hij tot medio 2010 negentien wedstrijden speelde. In juli 2010 speelde hij kort mee met N.E.C. als proefspeler. Hij maakte indruk, maar N.E.C. wilde hem met Jasper Cillessen laten concurreren om een reserveplaats achter Gábor Babos. Vaclík zelf wilde juist speeltijd om zijn basisplaats in het Tsjechische jeugdelftal veilig te stellen en dus ging de samenwerking niet door. Vervolgens tekende hij bij Viktoria Žižkov, waarvoor hij op 1 augustus 2010 debuteerde in het competitieduel met Vlašim. In februari 2011 liep hij stage bij PSV, waarna Marcel Brands aangaf hem te zullen blijven volgen. Hij stond eveneens in de belangstelling van AFC Ajax. In Vaclíks eerste seizoen bij Viktoria Žižkov promoveerde de club naar het hoogste niveau. Na afloop van het EK onder 21 zou Vaclík een driejarig contract ondertekenen bij De Graafschap als opvolger van Boy Waterman, maar die overgang vond geen doorgang, omdat De Graafschap bezwaren ondervond bij de medische keuring.
Vaclík debuteerde op 31 juli 2011 op het hoogste niveau van Tsjechië tegen Hradec Králové. Na 16 wedstrijden stond Viktoria Žižkov onderaan de competitie met 7 punten. In de winterstop maakte Vaclík de overstap naar Sparta Praag, dat in het seizoen daarvoor als tweede eindigde in de competitie en waar hij een contract tot medio 2016 ondertekende. Hij maakte op 9 maart 2012 zijn debuut voor de club in het competitieduel op bezoek bij zijn voormalige club Viktoria Žižkov (0–2 winst). Op 2 mei 2012 verloor hij met Sparta Praag de bekerfinale met 1–0 van Sigma Olomouc. In de competitie eindigde de club twee punten achter kampioen Slovan Liberec.
Vaclík speelde op 2 augustus 2012 zijn eerste wedstrijd in internationaal verband, in het Europa League-kwalificatieduel met Admira Wacker (0–2 winst). Wederom eindigde de club twee punten achter de kampioen, ditmaal Viktoria Pilsen. In het seizoen 2013/14 werd Sparta Praag met dertien punten voorsprong op Viktoria Pilsen voor een twaalfde keer kampioen van Tsjechië. Op 17 mei 2014 won Vaclík met Sparta Praag ook het bekertoernooi. De finale tegen Viktoria Pilsen eindigde na een verlenging in een 1–1 gelijkspel. In de strafschoppenreeks stopte Vaclík de poging van Milan Petržela.

### FC Basel
In mei 2014 ondertekende Vaclík een vierjarig contract bij FC Basel als opvolger van Yann Sommer. Hij debuteerde op 19 juli 2014, in de met 1–2 gewonnen competitiewedstrijd tegen FC Aarau. Op 16 september 2014 speelde hij zijn eerste wedstrijd in de UEFA Champions League, uit tegen Real Madrid. Hij incasseerde die dag vijf doelpunten. In een groep met ook Liverpool FC wist de club zich wel te kwalificeren voor de achtste finales, waarin FC Porto te sterk bleek. Op 14 februari 2015 werd Vaclík van het veld gestuurd voor een overtreding op Moussa Konaté in de competitiewedstrijd tegen FC Sion (1–1), waarna hij de twee daaropvolgende competitiewedstrijden niet in actie kwam. Met twaalf punten afstand van Young Boys wist FC Basel voor een zesde achtereenvolgende keer de competitie te winnen. Op 7 juni 2015 werd de bekerfinale met 3–0 verloren van FC Sion. In het bekertoernooi stond niet Vaclík, maar Germano Vailati onder de lat. Nadat FC Basel in het daaropvolgende seizoen wederom zijn titel wist te verdedigen, ditmaal met veertien punten voorsprong op Young Boys, werd het contract van Vaclík verlengd tot medio 2021.
In het seizoen 2016/17 eindigde FC Basel met zeventien punten voorsprong op Young Boys voor een achtste achtereenvolgende keer als kampioen van Zwitserland en werd de bekerfinale met 3–0 van FC Sion gewonnen, waardoor FC Basel voor een zesde keer de landelijke dubbel won. In het seizoen 2017/18 eindigde de club als runner-up in de landelijke competitie. In de UEFA Champions League werd FC Basel in de achtste finales uitgeschakeld door Manchester City. Vaclík werd in elk van zijn vier seizoenen bij FC Basel gekozen in het Team van het Seizoen.

### Sevilla FC

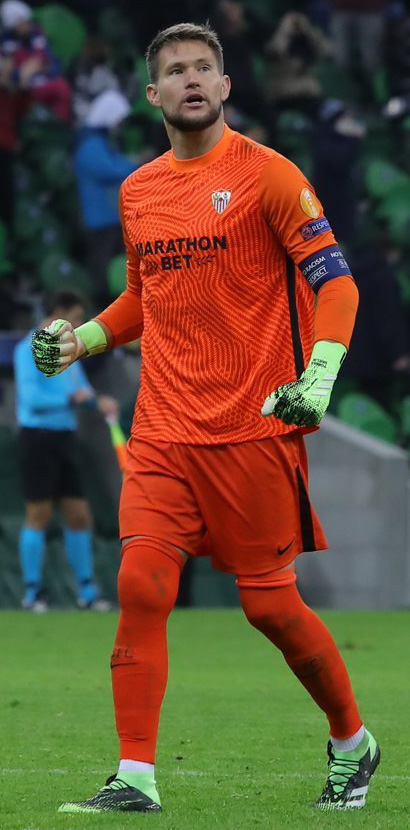
Vaclík namens Sevilla FC in november 2020

In juli 2018 ondertekende Vaclík een driejarig contract bij Sevilla FC. Hij maakte op 26 juli 2018 zijn officiële debuut voor Sevilla FC in het Europa League-kwalificatieduel met Újpest FC (4–0 winst). Op 12 augustus 2018 speelde hij in de met 1–2 verloren strijd om de Supercopa de España met FC Barcelona. Een week later maakte hij zijn competitiedebuut namens Sevilla FC, tegen Rayo Vallecano (1–4 winst). Voor zijn prestaties in november 2018 – clean sheets tegen Real Sociedad en Real Valladolid – werd hij uitgeroepen tot speler van de maand van de Spaanse competitie. Voor zijn prestaties in 2018 werd hij benoemd tot Tsjechisch voetballer van het jaar. Hij moest in de rust van het Europa League-duel met Slavia Praag op 7 maart 2019 vervangen worden door Juan Soriano wegens een blessure, maar kon weer meespelen in de terugwedstrijd, die Sevilla FC na een verlenging verloor. In de competitie eindigde de club dat seizoen als vijfde. In het seizoen 2019/20, dat onderbreken werd door de coronacrisis, eindigde Sevilla FC als vierde, waarmee het zich kwalificeerde voor de UEFA Champions League. Enkel Atlético Madrid en landskampioen Real Madrid kregen dat seizoen minder tegendoelpunten dan Sevilla FC.
In de blessuretijd van het competitieduel met SD Eibar op 6 juli 2020 raakte Vaclík geblesseerd. Doordat Sevilla FC al vijf wissel had doorgevoerd, moest veldspeler Lucas Ocampos hem vervangen onder de lat. Door zijn blessure moest Vaclík de laatste vier competitiewedstrijden aan zich voorbij laten gaan en werd hij vervangen door Yassine Bounou, die in die vier wedstrijden slechts één tegendoelpunt kreeg. Nadat Vaclík hersteld was van zijn blessure, kreeg Bounou de voorkeur in alle resterende wedstrijden dat seizoen, in de knock-outfase van de UEFA Europa League. Ook in de finale tegen Internazionale moest Vaclík het met een reserveplaats doen. Sevilla FC won die avond met 3–2 en dus de zesde Europese prijs uit zijn clubgeschiedenis. In het seizoen 2020/21 was Vaclík tweede keus. Bovendien rakte hij halverwege het seizoen voor twee maanden geblesseerd. Sevilla FC eindigde dat seizoen op de vierde plaats. Aan het eind van het seizoen vertrok Vaclík bij Sevilla FC.

### Olympiakos Piraeus
Vaclík maakte in juli 2021 transfervrij de overstap naar Olympiakos Piraeus als vervanger van José Sá. Hij debuteerde op 19 augustus 2021 voor Olympiakos Piraeus tegen Slovan Bratislava in de play-offronde van de UEFA Europa League (3–0 zege). 3,5 week later volgde zijn debuut in de Super League, bij een doelpuntloos gelijkspel tegen Atromitos FC. Hij werd in januari 2022 benoemd tot speler van de maand in de Griekse competitie. In Vaclíks eerste seizoen bij Olympiakos Piraeus wist de club met grote afstand het landskampioenschap te veroveren. In 32 competitiewedstrijden hoefde Vaclík slechts 23 doelpunten te incasseren. In oktober 2022 raakte Vaclík voor een paar maanden geblesseerd. In januari 2023 deed AZ een poging Vaclík, met nog een halfjarig contract bij Olympiakos Piraeus, te contracteren, maar herstellende van een schouderblessure kwam Vaclík, evenals bij De Graafschap in 2011, niet door de medische keuring.

### Huddersfield Town
Op 31 januari 2023 maakte Vaclík een permanente overstap naar Huddersfield Town, actief in de Championship. Daar tekende hij een contract tot het eind van het seizoen als vervanger van de geblesseerde Lee Nicholls. Op 4 februari 2023 debuteerde Vaclík voor Huddersfield Town bij een 1–1 gelijkspel tegen Queens Park Rangers in de competitie.

## Clubstatistieken
| Seizoen         | Club               | Competitie              | Competitie | Competitie | Beker | Beker | Internationaal | Internationaal | Overig | Overig | Totaal | Totaal |
| Seizoen         | Club               | Competitie              | Wed.       | Dlp.       | Wed.  | Dlp.  | Wed.           | Dlp.           | Wed.   | Dlp.   | Wed.   | Dlp.   |
| --------------- | ------------------ | ----------------------- | ---------- | ---------- | ----- | ----- | -------------- | -------------- | ------ | ------ | ------ | ------ |
| 2006/07         | FC Vítkovice       | Fotbalová národní liga  | 3          | 0          | 0     | 0     | —              | —              | —      | —      | 3      | 0      |
| 2007/08         | FC Vítkovice       | Fotbalová národní liga  | 16         | 0          | 0     | 0     | —              | —              | —      | —      | 16     | 0      |
| 2008/09         | FC Vítkovice       | Fotbalová národní liga  | 14         | 0          | 0     | 0     | —              | —              | —      | —      | 14     | 0      |
| 2009/10         | FC Vítkovice       | Fotbalová národní liga  | 19         | 0          | 0     | 0     | —              | —              | —      | —      | 19     | 0      |
| Club totaal     | Club totaal        | Club totaal             | 52         | 0          | 0     | 0     | 0              | 0              | 0      | 0      | 52     | 0      |
| 2010/11         | Viktoria Žižkov    | Fotbalová národní liga  | 24         | 0          | 2     | 0     | —              | —              | —      | —      | 26     | 0      |
| 2011/12         | Viktoria Žižkov    | 1. česká fotbalová liga | 16         | 0          | 0     | 0     | —              | —              | —      | —      | 16     | 0      |
| Club totaal     | Club totaal        | Club totaal             | 40         | 0          | 2     | 0     | 0              | 0              | 0      | 0      | 42     | 0      |
| 2011/12         | Sparta Praag       | 1. česká fotbalová liga | 11         | 0          | 5     | 0     | —              | —              | —      | —      | 16     | 0      |
| 2012/13         | Sparta Praag       | 1. česká fotbalová liga | 30         | 0          | 0     | 0     | 11             | 0              | —      | —      | 41     | 0      |
| 2013/14         | Sparta Praag       | 1. česká fotbalová liga | 30         | 0          | 5     | 0     | 2              | 0              | —      | —      | 37     | 0      |
| Club totaal     | Club totaal        | Club totaal             | 71         | 0          | 10    | 0     | 13             | 0              | 0      | 0      | 94     | 0      |
| 2014/15         | FC Basel           | Super League            | 32         | 0          | 0     | 0     | 8              | 0              | —      | —      | 40     | 0      |
| 2015/16         | FC Basel           | Super League            | 30         | 0          | 0     | 0     | 11             | 0              | —      | —      | 41     | 0      |
| 2016/17         | FC Basel           | Super League            | 34         | 0          | 3     | 0     | 6              | 0              | —      | —      | 43     | 0      |
| 2017/18         | FC Basel           | Super League            | 36         | 0          | 1     | 0     | 8              | 0              | —      | —      | 45     | 0      |
| Club totaal     | Club totaal        | Club totaal             | 132        | 0          | 4     | 0     | 33             | 0              | 0      | 0      | 169    | 0      |
| 2018/19         | Sevilla FC         | Primera División        | 33         | 0          | 0     | 0     | 15             | 0              | 1      | 0      | 49     | 0      |
| 2019/20         | Sevilla FC         | Primera División        | 33         | 0          | 2     | 0     | 2              | 0              | —      | —      | 37     | 0      |
| 2020/21         | Sevilla FC         | Primera División        | 5          | 0          | 1     | 0     | 2              | 0              | 0      | 0      | 8      | 0      |
| Club totaal     | Club totaal        | Club totaal             | 71         | 0          | 3     | 0     | 19             | 0              | 1      | 0      | 94     | 0      |
| 2021/22         | Olympiakos Piraeus | Super League            | 32         | 0          | 2     | 0     | 10             | 0              | —      | —      | 44     | 0      |
| 2022/23         | Olympiakos Piraeus | Super League            | 5          | 0          | 0     | 0     | 8              | 0              | —      | —      | 13     | 0      |
| Club totaal     | Club totaal        | Club totaal             | 37         | 0          | 2     | 0     | 18             | 0              | 0      | 0      | 57     | 0      |
| 2022/23         | Huddersfield Town  | EFL Championship        | 2          | 0          | 0     | 0     | —              | —              | —      | —      | 2      | 0      |
| Club totaal     | Club totaal        | Club totaal             | 2          | 0          | 0     | 0     | 0              | 0              | 0      | 0      | 2      | 0      |
| Carrière totaal | Carrière totaal    | Carrière totaal         | 405        | 0          | 21    | 0     | 83             | 0              | 1      | 0      | 510    | 0      |

Bijgewerkt t/m 7 februari 2023.

## Interlandcarrière

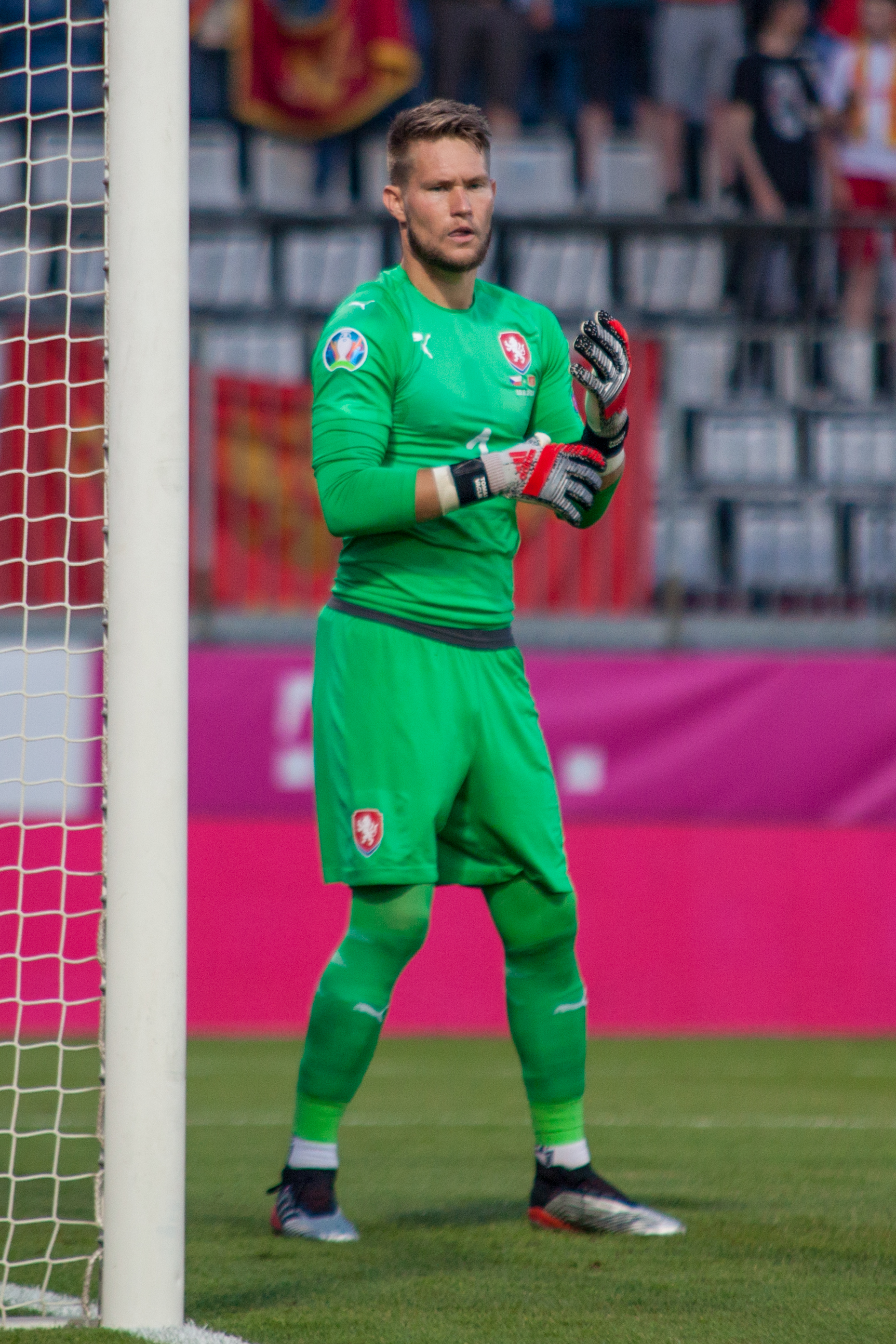
Vaclík namens Tsjechië in juni 2019

Vaclík doorliep tussen 2005 en 2011 verschillende Tsjechische jeugdelftallen. Hij was namens de Tsjechen eerste keus op het EK onder 19 in 2008, waarop het in de halve finales na een verlenging werd uitgeschakeld door Duitsland, het WK onder 20 in 2009, waarin het na strafschoppen in de achtste finales verloor van Hongarije, en het EK onder 21 in 2011, waarin het als vierde eindigde. Op het laatstgenoemde toernooi werd hij na afloop door de UEFA gekozen in de all-star selectie van het toernooi, evenals David de Gea (Spanje) en Yann Sommer (Zwitserland).
Onder leiding van Michal Bílek debuteerde Vaclík op 14 november 2012 in het Tsjechisch voetbalelftal in de oefenwedstrijd tegen Slowakije (3–0 zege). Pavel Vrba nam Vaclík op in de Tsjechische selectie voor het EK 2016 in Frankrijk. Tsjechië eindigde met één punt als laatste in een groep met Spanje, Kroatië en Turkije. In alle drie deze wedstrijden kreeg Petr Čech de voorkeur boven Vaclík. Na het toernooi beëindigde Čech zijn interlandloopbaan, waardoor Vaclík meer interlands ging spelen. In 2021 werd hij door Jaroslav Šilhavý opgenomen in de Tsjechische selectie voor het EK 2020. Tsjechië bereikte de kwartfinales, waarin het verloor van Denemarken. Vaclík miste geen minuut van de vijf wedstrijden en incasseerde drie doelpunten.

## Erelijst
| Competitie                            | Aantal       | Jaren                              |
| Sparta Praag                          | Sparta Praag | Sparta Praag                       |
| ------------------------------------- | ------------ | ---------------------------------- |
| 1. česká fotbalová liga               | 1×           | 2013/14                            |
| Pohár FAČR                            | 1×           | 2013/14                            |
| FC Basel                              |              |                                    |
| Super League                          | 3×           | 2014/15, 2015/16, 2016/17          |
| Schweizer Cup                         | 1×           | 2016/17                            |
| Sevilla FC                            |              |                                    |
| UEFA Europa League                    | 1×           | 2019/20                            |
| Olympiakos Piraeus                    |              |                                    |
| Super League                          | 1×           | 2021/22                            |
| Individueel                           |              |                                    |
| Tsjechisch voetballer van het jaar    | 1×           | 2018                               |
| Gouden Bal (Tsjechië)                 | 1×           | 2019                               |
| EK onder 21 Selectie van het Toernooi | 1×           | 2011                               |
| Super League Team van het Seizoen     | 4×           | 2014/15, 2015/16, 2016/17, 2017/18 |
| Primera División Speler van de Maand  | 1×           | november 2018                      |
| Super League Speler van de Maand      | 1×           | januari 2022                       |

1 Čech ·
2 Kadeřábek ·
3 Kadlec ·
4 Gebre Selassie ·
5 Hubník ·
6 Sivok ·
7 Necid ·
8 Limberský ·
9 Dočkal ·
10 Rosický ·
11 Pudil ·
12 Škoda ·
13 Plašil ·
14 Kolář ·
15 Pavelka ·
16 Vaclík ·
17 Suchý ·
18 Šural ·
19 Krejčí ·
20 Skalák ·
21 Lafata ·
22 Darida ·
23 Koubek ·
Coach: Vrba
1 Vaclík ·
2 Kadeřábek ·
3 Čelůstka ·
4 Brabec ·
5 Coufal ·
6 Kalas ·
7 Barák ·
8 Darida  ·
9 Holeš ·
10 Schick ·
11 Krmenčík ·
12 Masopust ·
13 Ševčík ·
14 Jankto ·
15 Souček ·
16 Mandous ·
17 Zima ·
18 Bořil ·
19 Hložek ·
20 Vydra ·
21 Král ·
22 Matějů ·
23 Koubek ·
24 Pekhart ·
25 Pešek ·
26 Sadílek ·
Coach: Šilhavý